# Grundtjärnarna (Ströms socken, Jämtland, 711477-145617)
Grundtjärnarna är en sjö i Strömsunds kommun i Jämtland och ingår i Ångermanälvens huvudavrinningsområde.